# Caracol (Los Ríos)
Caracol ist eine Ortschaft und eine Parroquia rural (spanisch für „ländliches Kirchspiel“) im Kanton Babahoyo der ecuadorianischen Provinz Los Ríos. Die Parroquia besitzt eine Fläche von 97,72 km². Die Einwohnerzahl lag im Jahr 2010 bei 5112.

## Lage
Die Parroquia Caracol liegt im Tiefland am Fuße der Cordillera Occidental. Der Río Catarama fließt entlang der westlichen Verwaltungsgrenze nach Süden. Im Nordosten und im Süden wird das Areal vom Río Pita begrenzt. Der Hauptort Caracol befindet sich am linken Flussufer des Río Catarama 16 km nordnordöstlich der Provinzhauptstadt Babahoyo. Eine 10 km lange Nebenstraße verbindet den Ort mit der weiter westlich verlaufenden Fernstraße E25 (Babahoyo-Quevedo).
Die Parroquia Caracol grenzt im Nordwesten und im Norden an die Parroquias Catarama und Ricaurte (beide im Kanton Urdaneta), im äußersten Nordosten an die Provinz Bolívar mit dem Kanton Caluma, im Osten und im Südosten an die Parroquia La Unión, im Süden an das Municipio von Babahoyo sowie im Südwesten an die Parroquia Pimocha.

## Orte und Siedlungen
In der Parroquia gibt es folgende Recintos: Playas de Ojiva, San Pedro, Nueva Fortuna, Las Garzas, Cañaveral de Afuera, Cañaveral de Adentro, Amparo, El Cuatro (Hda. Cordovillo), La Bodeguita, San Vicente, La Uva, Vicente Rocafuerte, Los Robles und La Delicia.

## Geschichte
Die kirchliche Pfarrei wurde im Jahr 1838 gegründet.